# 竜星涼
竜星 涼（りゅうせい りょう、1993年〈平成5年〉3月24日 - ）は、日本の俳優。東京都武蔵野市出身。研音所属。

## 来歴
両親は山形県の出身で、自身も生まれは山形県新庄市である。2009年夏に原宿の竹下通りで美容院に行く途中でスカウトされ、2010年1月に研音に正式に所属。同年4月期のテレビドラマ『素直になれなくて』で、上野樹里扮する水野月子の教え子役で俳優デビュー。2012年2月にスタジオライフの公演『OZ』で、初出演となる舞台で初主演をつとめる。同年3月、『ライアーゲーム -再生-』で映画初出演。
2013年2月から2014年2月に放送されたスーパー戦隊シリーズ『獣電戦隊キョウリュウジャー』の桐生ダイゴ / キョウリュウレッド役でテレビドラマ初主演。同作で岩泉猛志ノ介役（ノンクレジット）も務めた。2013年8月に公開された、『劇場版 獣電戦隊キョウリュウジャー ガブリンチョ・オブ・ミュージック』で映画初主演。2014年6月14日に開催された、MTV VMAJ 2014に授賞式のプレゼンターであるゲストセレブリティーとして出演。研音の若手俳優によるステージ『MEN ON STYLE』に初回から参加している。
2016年1月、『Yohji Yamamoto HOMME 2016-2017AW Paris Collection』に出演し、パリ・コレクションにデビュー。翌2017年に『Y-3 Fall/Winter 2017-2018コレクション』で2度目のパリ・コレクション出演となる。
2017年、連続テレビ小説『ひよっこ』に出演。同作や『小さな巨人』への出演で注目され、以後、『アンナチュラル』・『昭和元禄落語心中』・『メゾン・ド・ポリス』などに出演して、2018年に配信ドラマ『紺田照の合法レシピ』、2019年にテレビドラマ『都立水商! 〜令和〜』で主演をつとめた。同年7月公開のディズニーアニメーション映画『トイ・ストーリー4』では、先割れスプーンから生まれた手作りおもちゃの男の子・フォーキーの声を担当した。

## 人物
身長183cm、血液型A型。趣味はサッカー、バスケットボール。特技は走り高跳び。小学校から中学校3年生までサッカーに熱中していたサッカー少年だった。また当時の同じサッカーチームのチームメイトにサッカー日本女子代表選手（なでしこジャパン）になった岩渕真奈が居た。田無高校出身
将来やりたいことが何も見つからなかった高校二年の夏、矢沢永吉の大ファンだった母親から、「これでも読みなさい」と矢沢の著書『成りあがり』を渡された。当時の自分と同じぐらいの年齢だった矢沢が、広島から上京した頃の、ギラギラした世界にどんどん引き込まれ、一気に読み終えると、体の内側からそれまで感じたことのないエネルギーが湧き上がってくる気がした。「何か光を掴みたい」という思いを胸に宿しながら原宿を歩いているとき、「俳優になりませんか？」とスカウトされた。『成りあがり』はずっと“バイブル"と述べ、2022年6月10日のNHK総合『あさイチ』に出演した際には私物の『成りあがり』を披露し、ずっと持ち歩いていたため、初代は破損し、二代目となる『成りあがり』を持っていると話した。
人生の四つの転機として、『成りあがり』に出会ってスカウトされたこと、戦隊ヒーローの主役を演じたこと、パリコレでファッションモデルに挑戦したこと、劇団☆新感線公演の舞台『修羅天魔～髑髏城の七人 Season極』に出演したことの4つを挙げている。
スカウトされる前はパティシエを志望しており、将来はフランスで修業したいとも考えていた。2016年にパリ・コレクションに出演した際は、違う形ではあるが憧れていたフランスに来ることができて嬉しかったと述べている。
テレビドラマ『ビーチボーイズ』のファンであり、研音に所属した理由として同作品主演の反町隆史と竹野内豊が在籍しており二人に会えるかもしれないという気持ちもあったことを挙げている。
俳優初挑戦となったテレビドラマ『素直になれなくて』のプロデューサー中野利幸は竜星の俳優としての応用力や空気に馴染む早さを称賛しており、同ドラマで回を重ねていくうちに上手くなっていく様子を「たぶん役者としての勘がいいんだと思いますよ」と評価している。
『キョウリュウジャー』では危険なアクションシーンでも様々な経験ができることが楽しかったと述べており、監督からスタントを使わずに竜星で撮ると言われると嬉しかったという。唯一辛かった撮影として、冬に水面に倒れているシーンを挙げている。
本名などは公表していないが、2025年2月9日に放送された『おしゃれクリップ』内でのトークで、「竜星は下の名前なんです」と明らかにした。

## 出演

### テレビドラマ
- 素直になれなくて（2010年4月15日 - 6月24日、フジテレビ） - 高橋正文 役
- ハンマーセッション!（2010年7月10日 - 9月18日、TBS） - 広瀬巧海 役
- 秘密（2010年10月15日 - 12月10日、テレビ朝日） - 相馬春樹 役
- リバウンド（2011年4月27日 - 6月29日、日本テレビ） - 謎の青年（天野史郎） 役
- 桜蘭高校ホスト部（2011年7月22日 - 9月30日、TBS） - 猫澤梅人 役
- 11人もいる! 第2話（2011年10月28日、テレビ朝日） - 宇野 役
- スーパー戦隊シリーズ（テレビ朝日）
  - 獣電戦隊キョウリュウジャー（2013年2月17日 - 2014年2月9日） - 主演・桐生ダイゴ / キョウリュウレッド、岩泉猛志ノ介[注 1] 役
  - 王様戦隊キングオージャー 第32話・第33話（2023年10月8日・15日） - キョウリュウレッド / 桐生ダイゴ（声） 役[29]
- 女信長（2013年4月5日・6日、フジテレビ） - 森蘭丸 役
- GTO（2014年7月8日 - 9月16日、関西テレビ・フジテレビ） - 芹澤航平 役[30][31]
- ごめんね青春!（2014年10月12日 - 12月21日、TBS） - 大木隆 役[32]
- 迷宮捜査（2015年5月10日、テレビ朝日） - 九鬼祐太 役
- 第27回 フジテレビヤングシナリオ大賞 超限定能力（2015年12月21日、フジテレビ） - 主演・秋山舜太郎 役[33]
- 江戸川乱歩生誕120周年没後50年記念 黒蜥蜴（2015年12月22日、関西テレビ・フジテレビ） - 小林芳雄 役[34]
- 女くどき飯 Season2 第3話（2016年2月2日、毎日放送・TBS） - 畔上俊 役[35]
- お迎えデス。 第3話・第4話（2016年5月7日・14日、日本テレビ） - 中村亮二 役[36]
- こえ恋（2016年7月9日 - 10月1日、テレビ東京） - 兵頭誠 役[37]
- 賢者の愛（2016年8月 - 9月、WOWOW） - 澤村直巳 役[38]
- THE LAST COP/ラストコップ episode 0（2016年9月17日、日本テレビ） - 北沢奏汰 役
- 連続テレビ小説（NHK）
  - ひよっこ（2017年） - 綿引正義 役[39]
    - ひよっこ2（2019年3月25日・28日）

  - ちむどんどん（2022年4月25日 - 9月30日） - 比嘉賢秀 役[40]
    - ちむどんどんスペシャル（NHK BS4K / NHK BSプレミアム）[41]
      - 「四兄弟ゆんたく」（2022年11月6日 / 12日）
      - 「歌子慕情」編（2022年11月6日 / 12日）
      - 「賢秀望郷」編（2022年11月6日 / 12日） - 主演・比嘉賢秀 役
- 小さな巨人（2017年4月16日 - 6月18日、TBS） -  中村俊哉 役
- オトナ高校（2017年10月14日 - 12月9日、テレビ朝日） - 山田翔馬 役[42]
- アンナチュラル（2018年1月12日 - 3月16日、TBS） - 木林南雲 役[43]
- 部長風花凛子の恋（2018年7月5日・12日、読売テレビ） - 吉田俊也 役
- 激レアさんを連れてきた。 ドラマシアター激アツ!! ヤンキーサッカー部（2018年9月21日・28日、テレビ朝日） - 主演・岡野雅行 役[44]
- 昭和元禄落語心中（2018年10月12日 - 12月14日、NHK総合） - 有楽亭与太郎 役[45][46]
- メゾン・ド・ポリス（2019年1月11日 - 3月15日、TBS） - 瀬川草介 役[47]
- 僕が笑うと（2019年3月26日、関西テレビ・フジテレビ） - 吉田史郎 役[48]
- 都立水商! 〜令和〜（2019年5月6日 - 6月24日、MBS / 2019年5月8日 - 6月26日、TBS） - 主演・石綿直樹 役[49]
- 同期のサクラ（2019年10月9日 - 12月18日、日本テレビ） - 清水菊夫 役[50]
- テセウスの船（2020年1月19日 - 3月22日、TBS） - 長谷川翼 役[51]
- 35歳の少女（2020年10月10日 - 12月12日、日本テレビ） - 今村達也 役[52]
- 書類を男にしただけで（2020年10月11日、TBS） - 杉田哲也 役[53]
- アクターズ・ショート・フィルム「GET SET GO」（2021年1月23日、WOWOWプライム） - 主演[54][55]
- レンアイ漫画家（2021年4月8日 - 6月17日、フジテレビ） - 早瀬剛 役[56]
- ライオンのおやつ（2021年6月27日 - 8月15日、NHK BSプレミアム） - 田陽地 役[57]
- ドラマ「家、ついて行ってイイですか?」（2021年8月14日 - 9月25日、テレビ東京） - 主演・玉岡直人 役[58]
- スタンドUPスタート（2023年1月18日 - 3月29日、フジテレビ） - 主演・三星大陽 役[59][60]
- 藤子・F・不二雄 SF短編ドラマ『どことなくなんとなく』（2023年6月4日、NHK BSプレミアム・NHK BS4K） - 友人 役[61]
- VIVANT（2023年7月16日 - 9月17日、TBS） - 新庄浩太郎 役[62][63]
- ACMA:GAME アクマゲーム（2024年4月7日 - 6月9日、日本テレビ） - 上杉潜夜 役[64]
  - ACMA:GAME アクマゲーム ワールドエンド（2024年10月25日、日本テレビ）[65]
- 大河ドラマ 光る君へ 第16回 - 最終回（2024年4月28日 - 12月15日、NHK） - 藤原隆家 役[66][注 2]
- 潜入兄妹 特殊詐欺特命捜査官（2024年10月5日 - 12月14日、日本テレビ） - 主演・渡良瀬貴一 役（八木莉可子とW主演）[67]
- 永遠についての証明（2025年3月20日、NHK BS8K） - 熊沢勇一 役[68]
- TOKAGE 警視庁特殊犯捜査係（2025年6月30日、テレビ東京） - 西条順一 役[69]

### Web
- au LISMO Channel (Video) 連続オリジナルドラマ「くるみ洋品店」（2011年7月1日 - 29日、全5回） - 前田剛 役
- au LISMO Channel (Video) スピンオフドラマ「桜蘭高校ホスト部 〜ハルヒのハッピーバースデー大作戦〜」（2012年1月6日 - 27日、全4回） - 猫澤梅人 役
- ケータイ小説ドラマ「そして世界は全て変わる」（2012年8月、iTunes / GYAO! / DMM.com 他） - 小日向陽 役
- スーパー戦隊シリーズ
  - ネット版 仮面ライダー×スーパー戦隊×宇宙刑事 スーパーヒーロー大戦乙!〜Heroo!知恵袋〜あなたのお悩み解決します!（2013年） - 桐生ダイゴ 役
  - 獣電戦隊キョウリュウジャー ブレイブ33.5 これぞブレイブ!たたかいのフロンティア（2018年2月12日 - 5月31日、YouTube） - 主演・桐生ダイゴ / キョウリュウレッド 役
  - 勇敢戦隊ブレイブフロンティア（2018年2月12日 - 5月31日、YouTube） - 炎のブレイブ ヴァルガス 役
- 携帯サイト「セットアップ∞Lab」内 男性俳優きせかえコーナー「きせかえ☆プリンス」（2013年7月）
- 日本テレビ×Hulu オリジナルドラマ 「THE LAST COP/ラストコップ」 第6話・第7話（2015年6月 - 、Hulu） - 北沢奏汰 役
- 紺田照の合法レシピ（2018年、Amazonプライムビデオ） - 主演・紺田照 役[17]

### 映画
- ライアーゲーム -再生-（2012年3月3日） - 下原田オサム 役
- 映画 桜蘭高校ホスト部（2012年3月17日） - 猫澤梅人 役
- 大奥〜永遠〜［右衛門佐・綱吉篇］（2012年12月22日） - 新典侍 役
- スーパー戦隊シリーズ - 桐生ダイゴ / キョウリュウレッド 役
  - 特命戦隊ゴーバスターズVS海賊戦隊ゴーカイジャー THE MOVIE（2013年1月19日） - キョウリュウレッドの声 役
  - 仮面ライダー×スーパー戦隊×宇宙刑事 スーパーヒーロー大戦Z（2013年4月27日）
  - 劇場版 獣電戦隊キョウリュウジャー ガブリンチョ・オブ・ミュージック（2013年8月3日） - 主演
  - 獣電戦隊キョウリュウジャーVSゴーバスターズ 恐竜大決戦! さらば永遠の友よ（2014年1月18日） - 主演
  - 平成ライダー対昭和ライダー 仮面ライダー大戦 feat.スーパー戦隊（2014年3月29日）
  - 烈車戦隊トッキュウジャーVSキョウリュウジャー THE MOVIE（2015年1月17日）
- 俺たち賞金稼ぎ団（2014年5月10日） - 主演・赤井達也 役
- マジックナイト（2014年） - 主演・桐生レイラ 役[70]
- orange（2015年12月12日） - 須和弘人 役[71]
- シマウマ（2016年5月21日） - 主演・竜夫（ドラ） 役[72]
- 泣き虫ピエロの結婚式（2016年9月24日） - 主演・陽介 役（志田未来とW主演）[73]
- マックスマンシリーズ - 谷口英雄 役
  - Bros.マックスマン（2017年1月7日） - 主演[74]
  - N.Y.マックスマン（2018年2月17日）
- 君と100回目の恋（2017年2月4日） - 松田直哉 役[75]
- 22年目の告白 -私が殺人犯です-（2017年6月10日） - 春日部信司 役[76]
- 先生!、、、好きになってもいいですか?（2017年10月28日） - 川合浩介 役[77]
- 泣くな赤鬼（2019年6月14日） - 和田圭吾 役
- ぐらんぶる（2020年8月7日） - 主演・北原伊織 役（犬飼貴丈とW主演）[78]
- 弱虫ペダル（2020年8月14日） - 金城真護 役[79]
- リスタートはただいまのあとで（2020年9月4日） - 主演・熊井大和 役（古川雄輝とW主演）
- Gメン（2023年8月25日） - 瀬名拓美 役[80][81]
- ラストマイル（2024年8月23日） - 木林南雲 役[82]
- 劇場版 ACMA:GAME 最後の鍵（2024年10月25日） - 上杉潜夜 役[83]
- ショウタイムセブン（2025年2月7日） - 安積征哉 役[84]
- 九龍ジェネリックロマンス（2025年8月29日公開予定） - 蛇沼みゆき 役[85][86]

### 吹き替え
- トイ・ストーリー4（2019年） - フォーキー 役
  - フォーキーのコレって何?（2020年） - 主演・フォーキー 役[87]

### オリジナルビデオ
- スーパー戦隊シリーズ
  - 獣電戦隊キョウリュウジャー でたァ〜ッ! まなつのアームド・オンまつり!!（2013年） - 主演・桐生ダイゴ / キョウリュウレッド 役
  - 帰ってきた獣電戦隊キョウリュウジャー 100 YEARS AFTER（2014年6月20日） - 主演・桐生ダイゴ / キョウリュウレッド、ダイくん / キョウリュウネイビー / キョウリュウレッド 役
  - 王様戦隊キングオージャーVSキョウリュウジャー（2024年10月9日）[88] - 桐生ダイゴ 役

### CM
- バンダイ「キョウリュウジャー変身シリーズ」（2013年）
- プリマハム「獣電戦隊キョウリュウジャーソーセージ」（2013年）
- ロート製薬「肌研 極潤」（2017年）
- ダイハツ工業 ミラ トコット 「狭い道」篇（2018年7月 - ） - 花輪クン 役[89]
- P&G「レノア本格消臭」（2020年）
- 日本マクドナルド「スパイシーチキンマックナゲット 黒胡椒ガーリック」（2023年）[90]
- キリンビール「本麒麟」（2024年）[91]

### 舞台
- OZ（2012年2月 - 3月） - 主演・ムトー 役[8]
- 朗読劇 私の頭の中の消しゴム 8th letter（2016年4月 - 5月、天王洲銀河劇場） - 浩介 役[92]
- 劇団☆新感線公演「修羅天魔〜髑髏城の七人season極」（2018年3月 - 5月） - 夢三郎 役[93]
- 大地(Social Distancing Version)（2020年7月1日 - 8月8日、PARCO劇場 / 8月12日 - 23日、サンケイホールブリーゼ） - ツベルチェク 役[94][95]
- 劇団☆新感線 公演 「狐晴明九尾狩」

（2021年9月17日-2021年10月17日 赤坂ACTシアター　2021年10月27日-2021年11月11日　オリックス劇場）
虹川悪兵太役
- スジナシシアターVol.15 in シアター1010（2022年5月29日、東京都 シアター1010）[96]
- COCOON PRODUCTION 2023「ガラパコスパコス〜進化してんのかしてないのか〜」（2023年9月）主演　[97]
- シス・カンパニー公演「昭和から騒ぎ」（2025年5月25日 - 6月16日、世田谷パブリックシアター / 6月20日 - 23日、SkyシアターMBS / 6月27日 - 29日、キャナルシティ劇場 / 7月4日 - 6日、カナモトホール / 7月9日 - 10日、函館市民会館）[98][99]

### ミュージック・ビデオ
- ハジ→『White Winter Love。』（2013年） - 主演
- The STROBOSCORP『アイオクリ』（2017年）[注 3][注 4][100]
- she9『トライミライ』（2021年）

### 玩具
- 獣電戦隊キョウリュウジャー ガブリボルバー -MEMORIAL EDITION-（2024年6月27日）
- 王様戦隊キングオージャー ガブティボルバー -MEMORIAL EDITION-（2024年12月27日）

### その他
- non-no ファッションイベント「nonコレ 2013」（2013年6月1日、TOKYO DOME CITY HALL）
- Seventeen  夏の学園祭 2013（2013年、8月23日、パシフィコ横浜）
- MTV VMAJ 2014（2014年6月14日） - ゲストセレブリティー
- Seventeen 夏の学園祭 2014（2014年8月21日）
- Seventeen 夏の学園祭 2015（2015年8月15日）
- Yohji Yamamoto HOMME 2016-2017AW Paris Collection（2016年、パリ） - モデル
- 神戸コレクション 2016 SPRING&SUMMER（2016年3月12日、ワールド記念ホール）
- 第22回 東京ガールズコレクション 2016 SPRING／SUMMER（2016年3月19日、国立代々木競技場第一体育館）[101]
- Seventeen 夏の学園祭 2016（2016年8月23日）
- 第23回 東京ガールズコレクション 2016 AUTUMN／WINTER（2016年9月3日、さいたまスーパーアリーナ）
- 第16回 唐梅館絵巻（2016年9月25日） - 総大将 役
- 東京ガールズコレクション takagi presents TGC KITAKYUSHU 2016（2016年10月9日、西日本総合展示場新館）
- Y-3 FALL/WINTER 2017 Paris Collection（2017年、パリ）
- 関西コレクション 2017 SPRING&SUMMERS（2017年3月19日、京セラドーム）
- 第24回 東京ガールズコレクション 2017 SPRING／SUMMER（2017年3月25日、国立代々木競技場第一体育館）

## 作品

### CD
- 映画『君と100回目の恋』オリジナルサウンドトラック（2017年1月25日）[注 3][102]
  - 『アイオクリ』『単純な感情』（『君と100回目の恋』劇中歌）

### DVD
- 竜星涼 1st DVD King in Guam （2013年10月11日、東映ビデオ）

### 書籍

#### 写真集
- 竜星涼ファースト写真集 「Ryusei」 （2013年8月21日、東京ニュース通信社） ISBN 978-4-86336-335-9
- 竜星涼2nd写真集 「023」 （2016年3月24日、東京ニュース通信社） ISBN 978-4-86336-547-6

#### カバーモデル（表紙）
- 魔法のiらんど文庫 「放課後カレンダー」（アスキー・メディアワークス）
- ピンキー文庫 「こはるごと。<上>‐甘い、ニガイ、ひみつ。-」（集英社）
- ピンキー文庫 「こはるごと。<下>‐ 好き、キライ、だいすき。-」（集英社）
- ピンキー文庫 「ハツコイはエイプリルフールに」（集英社）